# Eunice Jepkorir Kertich

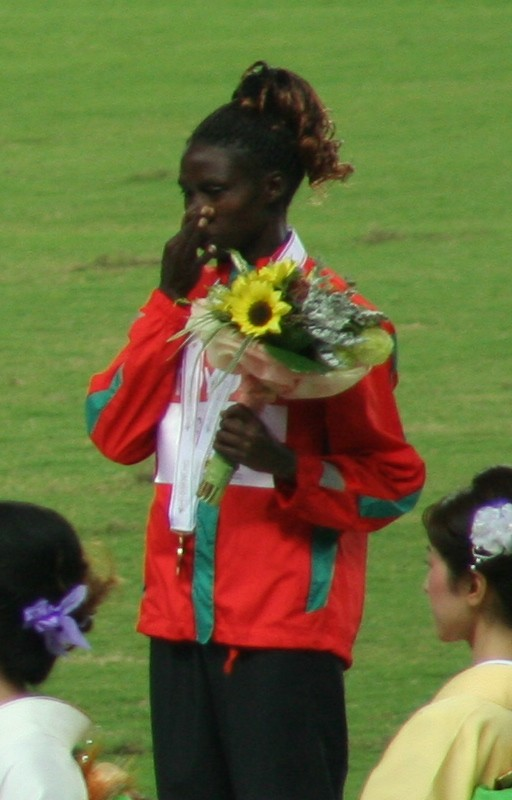
Eunice Jepkorir Kertich, Siegerehrung der WM 2007

Eunice Jepkorir Kertich (* 17. Februar 1982 in Eldama Ravine) ist eine kenianische Langstrecken- und Hindernisläuferin.
2004 wurde sie Siebte bei den Crosslauf-Weltmeisterschaften. Danach war sie bei verschiedenen deutschen Straßenläufen erfolgreich. 2004 und 2005 siegte sie beim Paderborner Osterlauf über 10 km, 2004 brach sie beim Würzburger Residenzlauf über dieselbe Strecke mit 31:38 min den zwölf Jahre alten Streckenrekord von Tegla Loroupe, und im selben Jahr siegte sie beim Kasseler Citylauf (5 km). 2006 stellte sie Streckenrekorde bei der Nacht von Borgholzhausen (25:27 min, 5 Meilen), beim Darmstädter Stadtlauf und beim Baden-Marathon (1:12:38 h, Halbmarathon) auf. Bei den Straßenlauf-Weltmeisterschaften 2006 über 20 Kilometer in Debrecen belegte sie den 14. Platz in 1:06:47 h und holte mit der kenianischen Mannschaft Gold.
In der Saison 2007 konzentrierte sich Jepkorir auf den 3000-Meter-Hindernislauf. Am 15. Juni siegte sie bei den Bislett Games in Oslo in 9:19,44 min und steigerte am 2. Juli in Athen ihre Bestzeit auf 9:14,52 min.
Bei den Leichtathletik-Weltmeisterschaften 2007 in Osaka konnte sie in dieser Disziplin die Bronzemedaille erringen.
Ihren bislang größten Erfolg feierte sie bei den Olympischen Sommerspielen 2008 in Peking, wo sie hinter der überlegenen Siegerin Gulnara Galkina die Silbermedaille in neuer persönlicher Bestzeit von 9:07,41 min gewann.